# Just Dropped In
Just Dropped In er en amerikansk stumfilm fra 1919 af Hal Roach.

## Medvirkende
- Harold Lloyd
- Snub Pollard
- Bebe Daniels
- Mildred Forbes
- Estelle Harrison